# Copris felschei
Copris felschei là một loài bọ cánh cứng trong họ Bọ hung (Scarabaeidae).